# Полянка-Велька (гміна)
Гміна Полянка-Велька (пол. Gmina Polanka Wielka) — сільська гміна у південній Польщі. Належить до Освенцимського повіту Малопольського воєводства.
Станом на 31 грудня 2011 у гміні проживало 4257 осіб.

## Площа
Згідно з даними за 2007 рік площа гміни становила 24.08 км², у тому числі:
- орні землі: 80.00%
- ліси: 10.00%

Таким чином, площа гміни становить 5.93% площі повіту.

## Населення
Станом на 31 грудня 2011:
| Опис     | Загалом | Загалом | Чоловіки | Чоловіки | Жінки | Жінки |
| -------- | ------- | ------- | -------- | -------- | ----- | ----- |
| одиниця  | осіб    | %       | осіб     | %        | осіб  | %     |
| все      | 4257    | 100     | 2106     | 49.47    | 2151  | 50.53 |
| міське   | 0       | 100     | 0        |          | 0     |       |
| сільське | 4257    | 100     | 2106     | 49.47    | 2151  | 50.53 |

## Сусідні гміни
Гміна Полянка-Велька межує з такими гмінами: Вепш, Освенцим, Осек, Пшецишув.